# Shunchang
Shunchang är ett härad inom staden Nanping i provinsen Fujian i sydöstra Kina.
Shunchang är indelat i ett stadsdelsdistrikt, åtta köpingar och tre socknar.
Stadsdelsdistrikt (jiedao):
- Shuangxi (双溪街道)

Köpingar (zhen):

- Dagan (大干镇)
- Dali (大历镇)
- Jianxi (建西镇)
- Pushang (埔上镇)
- Renshou (仁寿镇)
- Yangkou (洋口镇)
- Yuankeng (元坑镇)
- Zhengfang (郑坊镇)

Socknar (xiang):

- Gaoyang (高阳乡)
- Lanxia (岚下乡)
- Yangdun (洋墩乡)